# Мирзач
Мирзач (рум. Mîrzaci) — село в Оргіївському районі Молдови. Входить до складу комуни, адміністративним центром якої є село Мирзешть.

## Населення
За даними перепису населення 2004 року у селі проживали 611 осіб.
Національний склад населення села:
| Національність       | Кількість осіб | Відсоток   |
| -------------------- | -------------- | ---------- |
| молдавани румуни     | 587 8          | 96,1% 1,3% |
| українці             | 10             | 1,6%       |
| росіяни              | 5              | 0,8%       |
| інша / без відповіді | 1              | 0,2%       |
| Всього               | 611            | 100%       |